# Tarabon
Tarabon is een fictieve natie aan de Arythische Oceaan in de fictieve 14-delige boekenserie Het Rad des Tijds geschreven door Robert Jordan.

De vlag van Tarabon

De vlag van de Panarch van Tarabon

Tarabon wordt in het westen begrensd door de Arythische Oceaan, in het noorden door de vijandige natie Arad Doman waarmee het in oorlog is om het bezit van de Vlakte van Almoth, in het oosten door de Mistbergen en in het zuiden door de natie Amadicia waar onder Pedron Nail de Kinderen van het Licht heersen.
De hoofdstad van Tarabon is Tanchico, wat door armoede, vluchtelingen en rellen een van de gevaarlijkste steden van de wereld van het Rad des Tijds is.
De rivier Andahar stroomt dwars door het land heen.
Tarabon werd geregeerd door de panarch Amathera.
Tarabon is in oorlog met Arad Doman om het bezit van de vlakte van Almoth, maar kampt net als erfvijand Arad Doman met een burgeroorlog tussen de volgelingen van de Herrezen Draak Rhand Altor en de soldaten van de staat, en vele opstandige groeperingen die net zo hard tegen het regime in Tachico vechten als tegen elkaar waardoor het gehele land arm is en een chaos, en het regime van de panarch slechts beperkt wordt rond enkele mijlen rond Tachico.
In het vierde deel van het Rad des Tijds, De Komst van de Schaduw, is Tachico de verblijfplaats van de Zwarte Ajah en de Verzaker Moghedien en de twee Aanvaarde Elayne Trakand en Nyneave Almaeren maken jacht op de Zwarte Ajah waarbij Nyneave Mogendhien overwint maar de Verzaker weet te ontkomen.
Nadat Elayne en Nyneave uit Tarabon weggetrokken zijn, wordt het land door de Corenne van de Seanchanen ingenomen, waarna een nieuwe koning en panarch worden aangesteld in Tanchico.
De Seanchanen herstelden de rust en versloegen de Draakgezworenen in het land, hoewel sommigen naar Arad Doman vluchtten en zich daar verbonden met generaal Rodel Ituralde.
Seanchaanse kolonisten hebben ervoor gezorgd dat Tarabon "even veilig is als Seanchan zelf". Vele Taraboners dienen nu in het Seanchaanse leger en hebben onder andere tegen Rhand Altor gevochten in Altara.
Aiel-woestijn · Altara · Amadicia · Andor · Arad Doman · Arafel · Cairhien · Eilanden van het Zeevolk · Falme · Geldan · Illian · Kandor · Land van de Waanzinnigen · Malkier · Mayene · Morland · Saldea · Seanchan · Shara · Shienar · Tarabon · Tar Valon · Tyr · de Verwording